# Командорские острова (национальный парк)
Национальный парк «Командорские острова» имени С. В. Маракова — самый большой в России национальный парк. Площадь его охраняемой акватории более 3 миллионов гектаров — такую же территорию занимает, например, Бельгия. Заповедник расположен на Командорских островах и прилегающей акватории, в северной части Тихого океана, между Евразией и Северной Америкой. Много редких, в том числе эндемичных, для этой территории видов флоры и фауны.

## История
Командорский заповедник создан 23 апреля 1993 года. С 2010 года присвоено имя Сергея Маракова. Официальное название — ФГБУ «Государственный природный биосферный заповедник „Командорский“ имени С. В. Маракова».
В 2022 году преобразован в национальный парк «Командорские острова».

## География
Расположен на Командорских островах, включает 4 крупных острова — Беринга, Медный, Топорков и Арий Камень, более 60 мелких островков и прилегающую акваторию Берингова моря и Тихого океана.
Командорские острова — архипелаг, располагающийся в северной части Тихого океана. Входит в состав Алеутской островной дуги и представляет собой цепь вершин западной части грандиозного подводного вулканического хребта от побережья Аляски (США) до Камчатского полуострова. Наивысшая точка — гора Стеллера (755 м). Площадь 3 648 679 га (36 486,79 км2), в том числе 3 463 300 га (34 633 км2)— морская акватория, участков — 2.

## Климат
Здесь относительно мягкая зима и прохладное лето. Средняя продолжительность безморозного периода составляет 127—140 дней.

## Флора
Представлена 383 видами и 37 подвидами сосудистых растений. Острова являются границей распространения 93 видов растений в восточной части и 10 видов в западной части заповедника.

## Фауна
В водах заповедника встречается 250 видов рыб. Также здесь место массового гнездования морских птиц, всего 213 видов (включая вымершие), млекопитающие — 25 видов. Крупные лежбища морских млекопитающих, вдоль береговой полосы островов сосредоточены около 300 тысяч особей морских животных.
Заповедник «Командорский» — единственное место в России, где наблюдения за китовыми проводятся круглогодично. Здесь зарегистрирован 21 вид этих млекопитающих — это 25 % мировой популяции.

## Редкие виды
В Красную книгу внесены из растений — полушник морской, башмачки настоящий и Ятабе, лобария лёгочная; из млекопитающих — командорский песец; из птиц — канадская казарка, гусь белошей, берингийский песочник, тихоокеанский чистик, алеутская крачка и др.
В Красную книгу Международного союза охраны природы внесены: из млекопитающих — калан, командорский ремнезуб, антур (островной тюлень), малый полосатик; из птиц — белоголовый орлан, кречет, сапсан.

## Достопримечательности
На территории заповедника существуют объекты исторического и культурного Наследия, а также памятники природы:
- Стоянка экспедиции Витуса Беринга в 1741—1742 годах с могилой Беринга
- Арка Стеллера — базальтовый скальный останец. Памятник природы. Подобный есть в Крыму, т. н. «морской змей» — в море у подножья потухшего вулкана Карадаг.
- Бухта Буян — геологический ландшафтный памятник. Встречается очень много поделочных камней — яшма, сердолик, халцедон.
- Бухта Командор — ландшафтный исторический памятник природы.
- Арий Камень — место нереста лососевых рыб и лежбище млекопитающих.

Последние четыре объекта потеряли самостоятельный статус ООПТ в связи с фактическим нахождением в Командорском заповеднике.